# John G. Brennan
John G. Brennan (12 de enero de 1961 en Nueva York, Estados Unidos) es un actor y guionista estadounidense conocido por ser uno de los miembros del dúo The Jerky Boys que acostumbraba a hacer bromas telefónicas junto a Kamal Ahmed desde 1989 hasta 2001 volviendo de nuevo en 2006.
En 1995 escribió y protagonizó junto con su compañero una adaptación cinematográfica (aunque en realidad, se realizó en 1993). En 1997 Brennan realizó un cameo en el videoclip Honey de Mariah Carey. Actualmente es más conocido por prestar su voz a varios personajes de Padre de familia, entre los que se encuentra Mort Goldman, basado en el personaje de The Jerky Boys: Sol Rosenberg, y Horace, el camarero de la Almeja Borracha.
En 2007, lanza un álbum de estudio bajo la marca de Jerky Boys titulado: Sol's Rusty Trombone siendo el primero desde 2001. En abril del mismo año, retomó su papel de Franck Rizzo en la webserie animada Clock Suckers.
En 2010, publicó dos aplicaciones para Apple iPhone y iPod Touch llamadas The Jerky Boys Prank Caller y The Jerky Boys Pinball desarrolladas por Inner Four.

## Filmografía
- Space Ghost Coast to Coast (1994)
- The Jerky Boys: The Movie (1995)
- Big Money Hustlas 2000
- Stewie Griffin: La historia jamás contada (2005)
- Mind of Its Own (2010)
- Spring Break '83 (2011)
- Padre de familia (2000-presente)